# Perla (Arkansas)
Perla is een plaats (town) in de Amerikaanse staat Arkansas en valt bestuurlijk gezien onder Hot Spring County.

## Demografie
Bij de volkstelling in 2000 werd het aantal inwoners vastgesteld op 115.
In 2006 is het aantal inwoners door het United States Census Bureau geschat op 123, een stijging van 8 (7.0%).

## Geografie
Volgens het United States Census Bureau beslaat de plaats een oppervlakte van
1,7 km², waarvan 1,7 km² land.

## Plaatsen in de nabije omgeving
De onderstaande figuur toont nabijgelegen plaatsen in een straal van 24 km rond Perla.